# Bernard de Vienne
Pour les articles homonymes, voir Bernard de Vienne (homonymie).
Bernard Mathieu de Vienne plus connu sous le nom Bernard de Vienne est un compositeur contemporain et flûtiste français né le 2 juillet 1957 à Tunis.

## Biographie
Bernard de Vienne, flûtiste de formation, a appris cet instrument avec Renaud François et a effectué ses études de musicologie à l'université Paris-VIII sous la direction de Francis Bayer et Daniel Charles. Parallèlement à ses études, il intègre comme flûtiste l’ensemble « Musique vivante » dirigé par Diego Masson.
Partageant sa carrière d’interprète avec ses débuts de compositeur autodidacte, il travaille ensuite la composition avec le pianiste et compositeur Carlos Roqué Alsina auquel il doit « une conscience aiguë de la mise en forme du discours musical, un raffinement dans l’orchestration ainsi qu’une attention sans cesse renouvelée pour l’harmonie ».
Son intérêt pour la poésie, la peinture, la philosophie et les sciences trouve son prolongement dans le rapport texte/musique, sa conduite de la forme musicale et le contexte poétique à la source de ses créations.
En 1993, il remporte le premier prix du Concours international de composition de Trieste pour sa « 1re symphonie de chambre pour mezzo et 13 instruments solistes » intitulée L'envie de partir. 
Il est l'auteur de nombreuses œuvres pour solistes, musique de chambre, chœur et orchestre éditées par les éditions François Dhalmann et Henry Lemoine. Elles ont fait l’objet de commandes, entre autres de l’État, de Radio France, de l’Opéra de Saint-Étienne, du Festival International Hector-Berlioz. Commandées par des chefs de renom, elles sont interprétées tant en France qu'à l'étranger (Chine, Allemagne, États-Unis, Portugal, Roumanie…).
Bernard de Vienne a dirigé plusieurs conservatoires en Île-de-France et à Paris.

## Discographie
- L’envie de partir - CD TRIESTE Contemporane - Audio Ars Studio S.I.A.E. AAS 0003, 1995
- CD Viator, viator! CD Vandœuvre 9813 - disques concord, 1997
- CD monographique Bernard de Vienne Les Identités remarquables - Disques CORIOLAN n° 330 0901 (mars 2009)

## Œuvres
- Pays, paysages (fragments d'un journal) pour mezzo-soprano, flûte, violoncelle et piano (1988-1989)
- Photos off pour quatuor à cordes et piano (ou harpe) (1989)
- Cinq poèmes de Paul Celan pour soprano et trio à cordes (1990)
- Amours, marées pour voix de baryton, quintette de cuivres, deux percussionnistes et contrebasse (1991)
- Oh ! pour soprano et flûte en ut  (1992)
- Comme si… premier quintette à vent (1992)
- Et puis autre chose encore pour voix de baryton seule (1993)
- L'Envie de partir première symphonie de chambre pour voix de mezzo-soprano et 13 instruments solistes (1993-1994)
- L'ultima lettera pour basson seul  (1994)
- Fantaisie pour violon seul (1994)
- Viator, viator pour soprano, clarinette en la, violoncelle et piano (1994)
- Vertige ! pour orchestre (1994-1995)
- Signal pour clarinette seule (1996)
- Votre, Rilke deuxième quintette à vent (1996)
- Ubuhuha pour flûte seule  (1996)
- Oolithe pour cor seul (1996)
- Sables troisième quintette à vent (1997)
- e4-e5 pour piano seul (1997)
- Sillage pour hautbois seul (1997)
- Divertissement pour orchestre à cordes (1998)
- Flash over  3  pièces pour quintette de cuivre (1998)
- L'étrange atelier de maître Cornélius conte musical pour récitant et 7 instruments (1998)
- D'un seuil à l'autre pour chœur mixte a cappella (1998-1999)
- On/Off « petite sonnerie » pour 2 trompettes et 3 trombones (1999)
- cf6 pour piano seul (1999)
- Hypertonie pour violoncelle seul (1999)
- Le Fil de l’horizon concerto pour piano et orchestre (1999/2000)
- Post-scriptum pour soprano, clarinette basse, violoncelle et piano (2000)
- @ Arobase pour marimba seul (2000)
- Esquisse pour alto seul (2001)
- Éloge de l’ombre - deuxième symphonie de chambre pour accordéon et neuf instruments solistes (2001)
- Accore pour accordéon seul (2001)
- Chants nus cycle de six mélodies pour voix de soprano et piano (2002)
- Sextuor « les identités remarquables »  pour piano et quintette à vent (2002)
- Les Instantanés sept pièces pour piano seul (2002)
- L’Oiseau du paradis perdu  conte musical pour récitant, chorale d’enfants et 9 instruments (2002-2003)
- 137 pour chœur mixte, 3 voix solistes, 2 pianos et  2 percussionnistes (2003)
- Épure pour cor seul (2003)
- Trio pour flûte en sol, alto et contrebasse (2003)
- Œ (e dans l’o) pour hautbois et piano (2003)
- Vignette I  pour 2 flûtes (2004)
- Fantaisie pour bugle (ou cornet ou trompette si♭) (2004)
- Dyade  2 pièces pour violon et violoncelle (2004)
- Figures libres pour vibraphone, harpe et accordéon (2004)
- En Miniature pour accordéon (2004)
- Œ (e dans l’o) version pour clarinette et piano (2004)
- Deuxième quatuor à cordes « 3 eaux-fortes à la manière noire » (2005)
- En perspective 3 pièces pour guitare et percussion (2005)
- Les Échos du silence pour voix de soprano seule (ou ténor) (2005)
- Sonate pour violon et piano (2005)
- Sinopia pour vibraphone et 2 marimbas (2005)
- Il Suono pour 2, 3 ou 4 flûtes et bande en réinjection ou ensemble de flûtes (1981-2006)
- Blog pour saxophone alto (2006)
- Dual pour 2 hautbois (2006)
- Capside pour 3 flûtes (2006)
- Émoticône ;-) pour 2 violons (2006)
- Portrait 4 pièces pour 2 violons (2006)
- À propos pièce de théâtre musical pour quintette à vent (2006)
- Les Déclinaisons trio pour piano, violon et violoncelle (2006/2007)
- Impact(s) pour steel drums (2007)
- Topic  pour orchestre de 24 flûtes (2007)
- Contacts pour flûte en sol et vibraphone (2007)
- XL  pour contrebasse solo (2007)
- Deux petits éphémères pour clavecin (2008)
- La Fille de l'air / Apparitions. Opéra de chambre pour 2 voix solistes, chœur féminin et ensemble instrumental. Création littéraire originale d'Yves Sarda d'après apparition(s) d'Ivan Tourgueniev (2008/2009)
- Instant(s) pour flûte en sol seule (2009)
- Court métrage Trio pour flûte en sol, violon et piano (2009)
- 2 Rushes pour flûte et piano(2009)
- Aura pour flûte et piano (2009)
- Buzz pour vibraphone (2009)
- Figures absentes pour violon seul (2010)
- Swap pour flûte en ut et clarinette sib (2010)
- Continue ? pour chœur d’enfants et instruments non déterminés (2010)
- Checkpoint Ipour multi-percussions - Checkpoint II pour marimba seul - Checkpoint III pour 4 timbales - Checkpoint IV pour multi-percussions (2010)
- Jeux d'ombres pour 2 violons, clarinette basse, cymbalum et piano (2010)
- Vignettes VI et VII pour 2 flûtes en ut (2010)
- Intaille pour cor anglais et violoncelle (2010)
- Slap pour trombone seul (2010)
- Instable pour trombone solo (2010)
- Hybride pour percussion solo (2011)
- Non, pas encore pour voix de baryton basse et cor. D’après Revenant de Florence Delay (2011)
- Tout est dit je pense pour 9 voix féminines et 3 percussionnistes. Une lettre de prison de Louis-Ferdinand Céline à Lucette Destouches et à Maître Mikkelsen (2011)
- Affleurements pour violoncelle et piano (2012)
- Vignette IX pour 2 flûtes en ut (2012)
- Mobile pour petit orchestre (2012)
- Vignette VIII pour 2 flûtes en ut (2012)
- Les modulations(Les Instantanés 2e cahier) pour piano 4 mains (2012)
- Arrêt-Image pour chœur d’enfants ou chœur féminin (2012)
- Lignes de fuite 3e symphonie de chambre pour guitare et 8 instruments (2012)

### Transcriptions
- Hector Berlioz, Symphonie fantastique : Scène de bal pour quintette à vent (1997)
- Carl Philipp Emanuel Bach : Rondo pour klavier en ré mineur Wq61/4 (H290) pour quintette à vent (2004)
- Wolfgang Amadeus Mozart : Fantaisie KV 475 pour quintette à vent (2006)